# دیوید اشورث
دیوید اشورث (به انگلیسی: David Ashworth) (زاده ۱۸۶۸ – درگذشت ۱۹۴۷) سرمربی فوتبال اهل پولتن لی فاید، انگلستان است که نخستین سرمربی باشگاه فوتبال اولدهام اتلتیک به حساب می‌آید. او پس از سرمربی‌گری در باشگاهاستوک پورت کانتی جانشین سرمربی موفق و فقید لیورپول تام واتسون شد و به همراه لیورپول در فصل ۱۹۲۱–۲۲ قهرمان لیگ دسته اول انگلیس شد.

## افتخارات
لیورپول
- قهرمانی در لیگ دسته اول: ۱۹۲۱–۲۲.[۲]